# Montgomery megye (Arkansas)
Montgomery megye az Amerikai Egyesült Államokban, azon belül Arkansas államban található. Megyeszékhelye és legnagyobb városa Mount Ida. Lakosainak száma 8484 fő (2020. április 1.). Montgomery megye Yell, Pike, Garland, Clark, Hot Spring, Howard, Polk és Scott megyékkel határos.

## Népesség
A megye népességének változása:
| Lakosok száma | 9487 | 9395 | 9339 | 9226 | 8970 | 8484 |
|               | 2010 | 2011 | 2012 | 2013 | 2015 | 2020 |